# Nuraghe Crastula
Il nuraghe Crastula è ubicato in località Scala Ploaghese in territorio di Siligo.

## Descrizione
I resti del nuraghe si trovano su altopiano e si affaccia su un'ampia vallata, in posizione strategica anche rispetto al complesso nuragico di sa Marghine e s'Iscala 'e sa Chessa.